# Sonnenfinsternis vom 5. Februar 2000
Die partielle Sonnenfinsternis vom 5. Februar 2000 war die erste von vier partiellen Sonnenfinsternissen im Jahr 2000. Sie war nur in der Antarktis und auf wenigen unbewohnten Inseln im südlichen Indischen Ozean zu beobachten.